# 高邮州
高邮州，明朝时设置的州。
洪武元年（1368年）闰七月，降高邮府置，州治高邮县（今江苏省高邮市）省入高邮州，属扬州府。下领二县：宝应县、兴化县，辖境相当今江苏省高邮、宝应、兴化、金湖等市县地。清朝时不辖县。民国初全国废府州厅改县，于民国元年（1912年）废州为县。